# Židovský hřbitov v Měcholupech
Židovský hřbitov v Měcholupech se nachází asi 1,5 kilometru jihovýchodně od obce Měcholupy v Ústeckém kraji, na kraji lesa nad silnicí směrem na Želeč (Měcholupy). Založen byl v roce 1857 a rozkládá se na ploše 1349 m2. Hřbitov byl silně zdevastován nacisty během druhé světové války, v důsledku čehož se dochovalo pouze zhruba 30 náhrobků z let 1890 až 1928.
Hřbitov je opuštěný, neudržovaný a zarostlý, bez přístupové cesty. Prakticky jediný schůdný přístup je po hranici mezi polem a křovinatým porostem. Po 300 metrech jsou po pravé ruce v křovisku patrné zbytky ohradní zdi. Ruiny márnice již v terénu nejsou patrné. Ze hřbitova zbyly části ohradní zdi a několik pokácených náhrobníků.

## Galerie

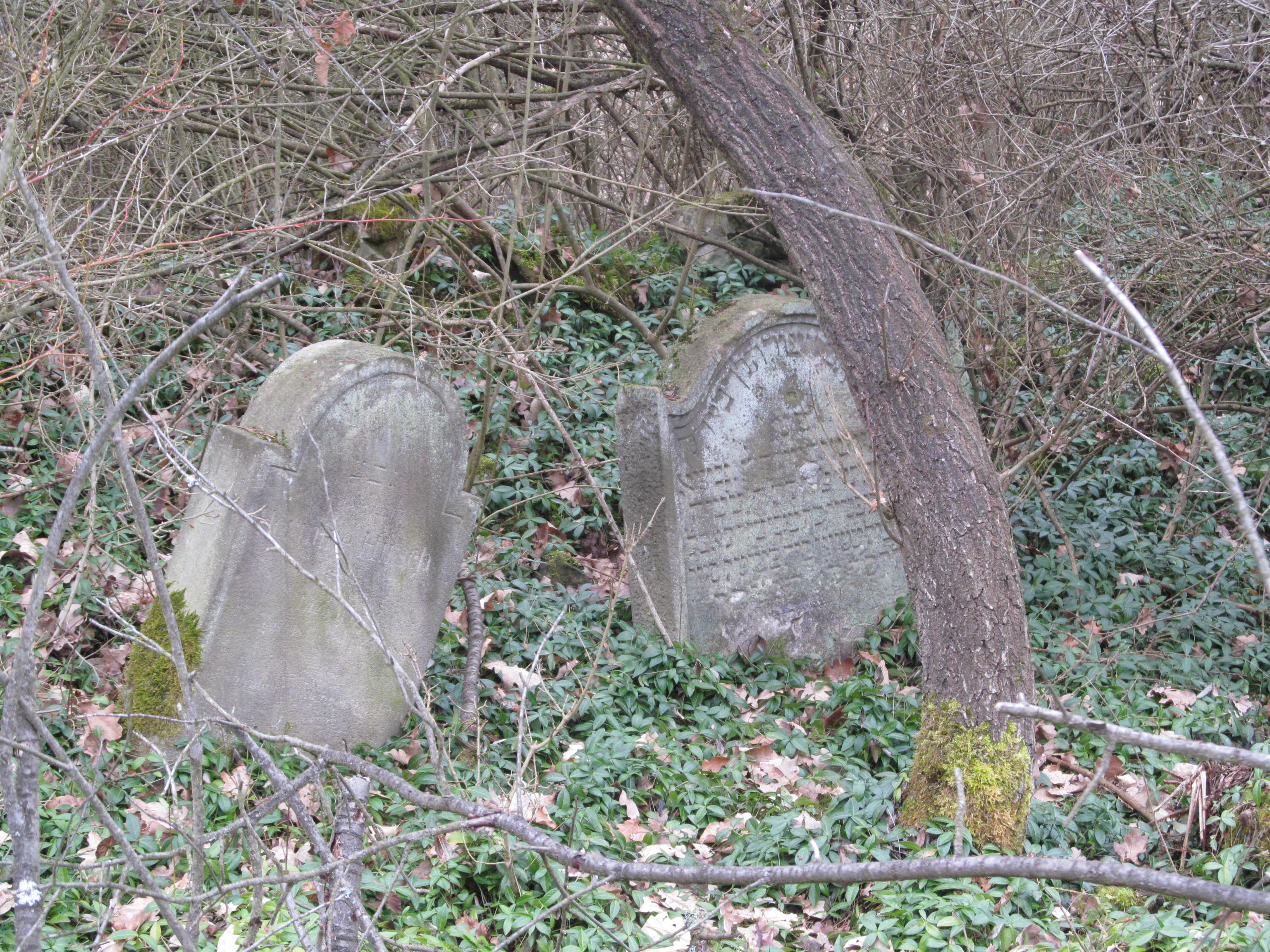
Jedny z mála dochovaných náhrobků
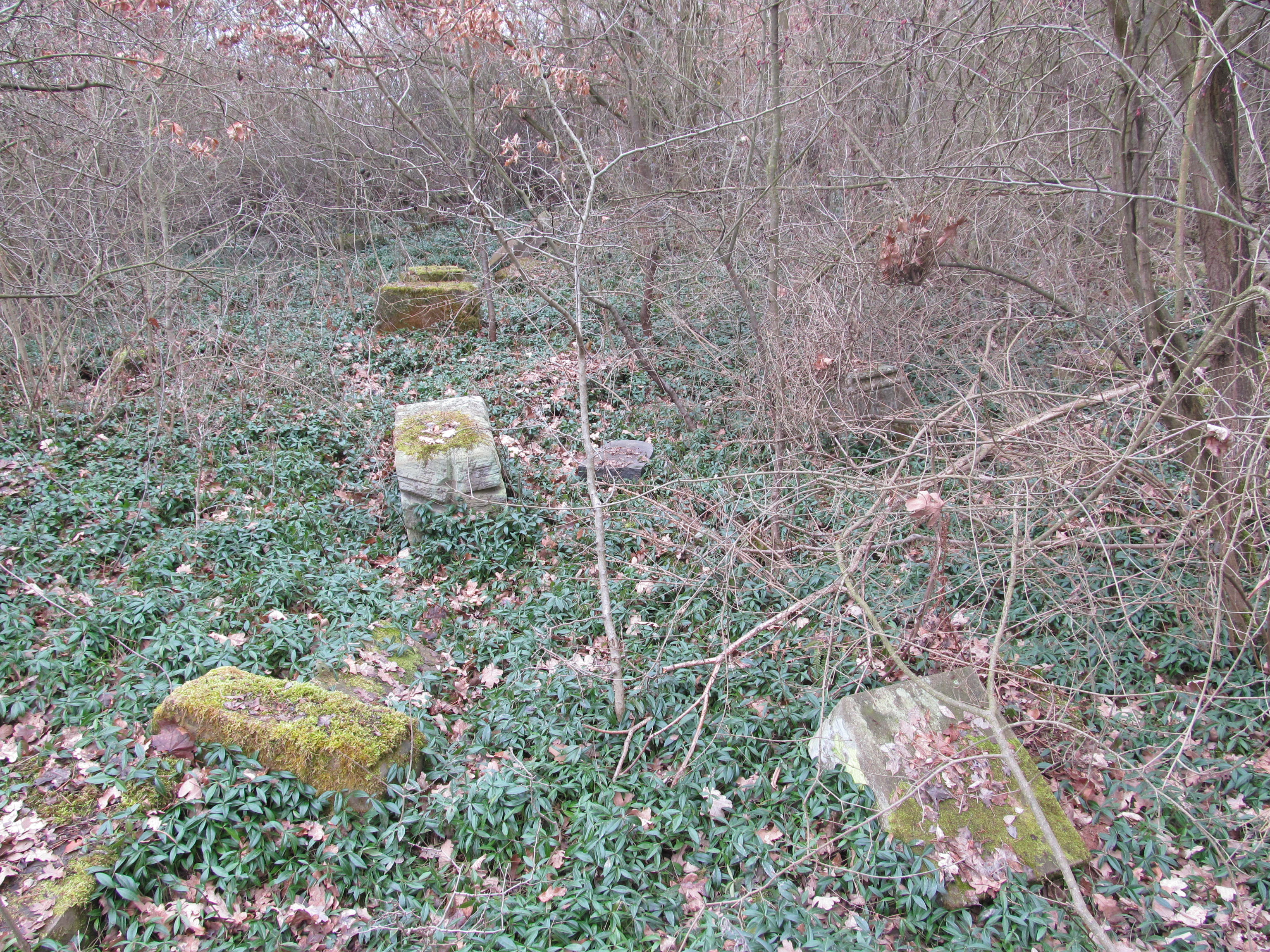
Pokácené náhrobky